# Folia
Folia či la Folia (z portugalského folia znamenajícího přibližně bouřlivá radost) je staré evropské hudební téma a harmonicko-rytmicko-melodický model, který byl použit v nejméně 150 hudebních dílech od renesance až do 20. století. Pochází z Pyrenejského poloostrova, kde koncem středověku existoval stejnojmenný portugalský tanec a odkud se nejstarší skladby foliového charakteru dochovaly z konce 15. století (například původem lidová píseň Rodrigo Martinez ze španělské sbírky Cancionero de Palacio).

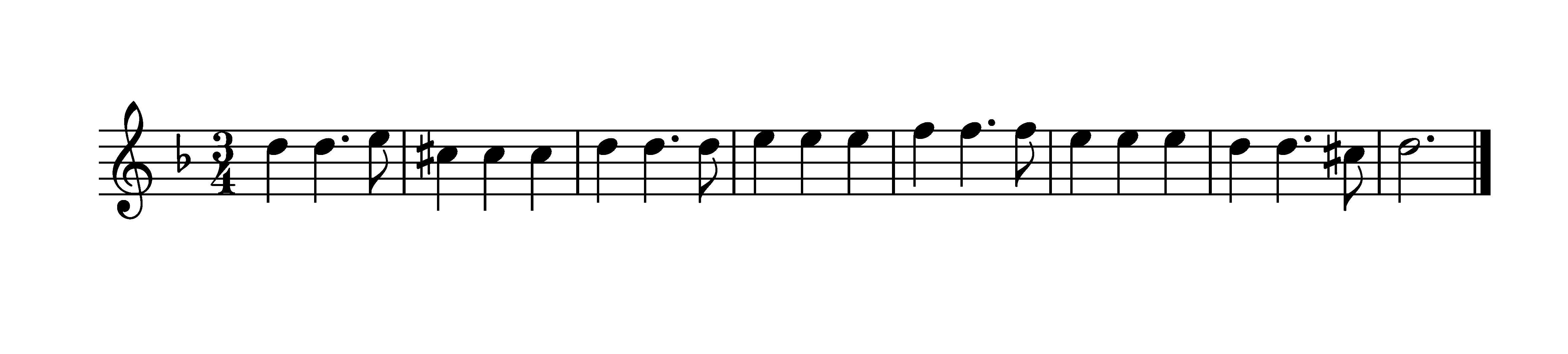
La Folia: obvykle šestnáctitaktové (2 x 8 taktů) téma v pomalém tříčtvrtečním rytmu a mollové tónině

Folia se v artificiální hudbě prosadila především jako základní téma cyklů variací. Nejstarší známý takový cyklus napsal počátkem 17. století italský skladatel Johann Hieronymus Kapsberger (19 variací na téma Folia pro chitarrone, 1604), nejslavnější foliové variace pocházejí od Arcangela Corelliho. Po skončení baroku obliba tématu poklesla, nepřestalo se však nikdy používat úplně a s návratem obliby barokní hudby v první polovině 20. století se opět začalo objevovat ve vážné hudbě častěji.